# 파인원
파인원 주식회사(영어: FINE1)는 대한민국의 OLED 마스크 어셈블리 기업이다. 마그넷 플레이트를 국산화 하였으며 중소벤처기업부 ‘아기유니콘 기업’에 선정되었다.

### 내용주
1. ↑  본래는 코스닥 시장에 상장 예정이었으나 철회하였다.[1]